# Taufbecken (La Baussaine)

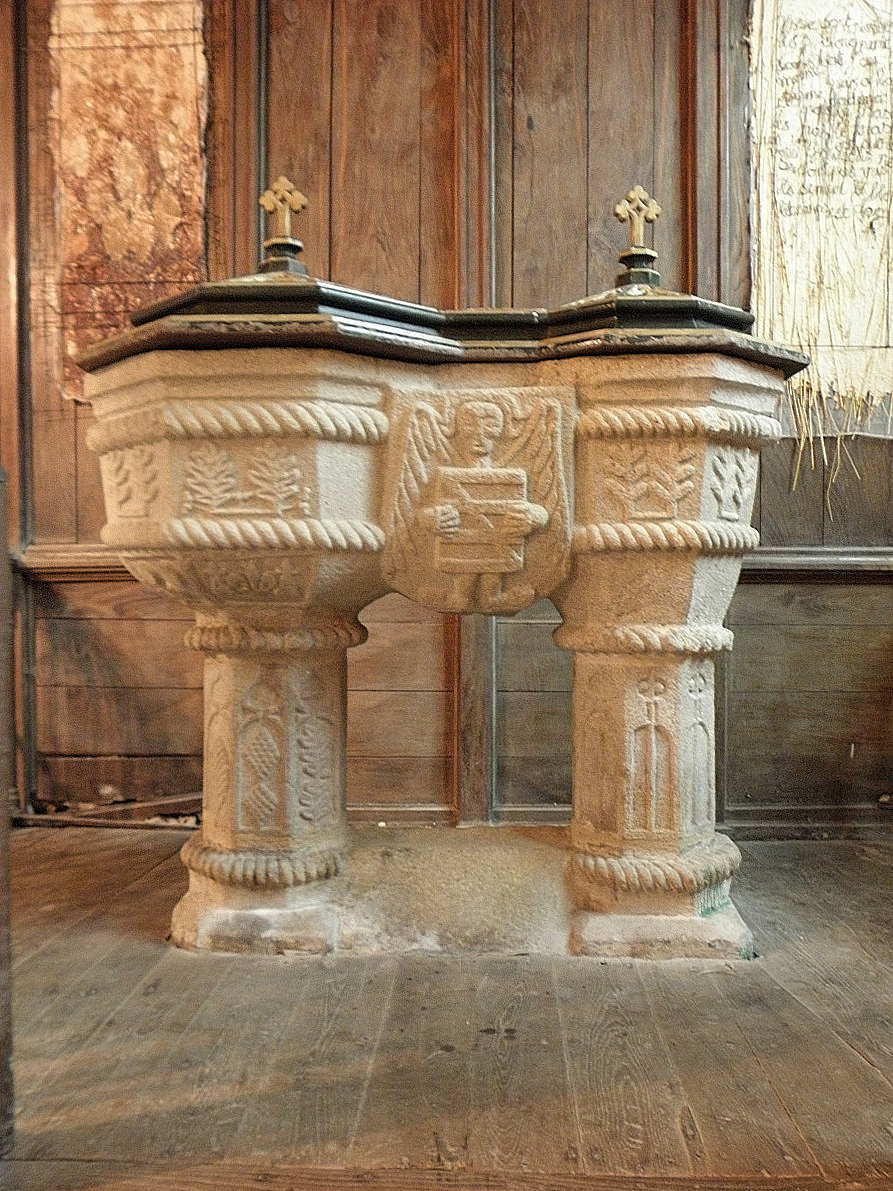
Taufbecken in La Baussaine

Das Taufbecken in der katholischen Kirche St-Léon in La Baussaine, einer französischen Gemeinde im Département Ille-et-Vilaine in der Region Bretagne, wurde im 14. Jahrhundert geschaffen. Im Jahr 1911 wurde das gotische Taufbecken als Monument historique in die Liste der geschützten Objekte (Base Palissy) in Frankreich aufgenommen.
Das Taufbecken aus Granit besitzt zwei achteckige Becken auf Sockeln, die von einem Bas-Relief eines Engels verbunden werden. Dieser hält das Wappen der Grundherren in den Händen. Die Sockel und die Becken sind reich mit Reliefs verziert.
Ein Becken diente zur Aufbewahrung des Taufwassers, das andere wurde für die Taufe genutzt.